# Сивенди
Сивенди — бесписьменный центральноиранский язык бытового общения, носители языка компактно проживают в селении Сивенд провинции Фарс, на дороге между Ширазом и Исфаханом.
Общая численность говорящих — около 7000 человек.

## Происхождение
Существует несколько версий происхождения сивенди. Ряд общих черт позволяет предполагать о том, что сивенди является продолжением мидийского языка. По другим версиям сивенди сближают или с диалектом хури (Хур), или с западными курдскими языками.

## Изучение
- В России описание языка сивенди опубликованы благодаря исследованиям иранистов Валентина Алексеевича Жуковского (1858 — 1918) и Елены Константиновны Молчановой, доктора филологических наук, сотрудника Института языкознания РАН.
- В США — Гернот Людвиг Виндфур (англ. Gernot Ludwig Windfuhr), Университет Мичигана.